# Arabigebicula
Arabigebicula is een geslacht van kreeftachtigen uit de klasse van de Malacostraca (hogere kreeftachtigen).

## Soort
- Arabigebicula rhynchos Sakai, 2006